# Christopher Priest
Christopher Priest (n. 14 iulie 1943, Cheadle⁠(d), Anglia, Regatul Unit – d. 2 februarie 2024) a fost un romancier englez, cel mai notabil pentru Fugue for a Darkening Island (Darkening Island în SUA), Inverted World, The Affirmation, The Glamour, The Prestige și The Separation. În general a scris literatură horror, fantezie sau științifico-fantastică.

## Influențat de H.G. Wells
Christopher Priest a scris o continuare la Mașina timpului de H.G. Wells, The Space Machine, publicată inițial în 1976. Din cauza mișcării planetelor, stelelor și galaxiilor, pentru ca o mașină a timpului să poată rămâne în același loc al Pământului, trebuie să urmeze traiectoria planetei prin spațiu. În cartea lui Priest, eroul deteriorează mașina timpului și ajunge pe Marte, chiar înaintea invaziei descrise în Războiul lumilor. H.G. Wells apare și el într-un rol secundar.

### Romane
- Indoctrinaire. 1970.
- Fugue for a Darkening Island. 1972.[16]
- The Inverted World. 1974.[15][18]
- The Space Machine. 1976.
- A Dream of Wessex (titlu SUA The Perfect Lover). 1977.
- The Affirmation. 1981.[19]
- The Glamour. 1984.[20]
- Short Circuit. 1986.
- Mona Lisa. 1986.
- The Quiet Woman. 1990.
- The Prestige. 1995.[21][16]
- The Extremes. 1998.[22]
- eXistenZ. 1999.
- The Separation. 2002.[17][23]
- The Islanders. 2011.
- The Adjacent. 2013.[24]
- The Gradual. 2016.

### Colecții de povestiri
- Real-time World. 1975.
- An Infinite Summer. 1979.
- The Dream Archipelago. 1999
- Ersatz Wines – Instructive Short Stories 2008

### Scenarii
- The Stooge. 2010 sau 2011.[25][26]

### Non-fiction (selecții)
- Your Book of Film-Making. 1974.
- The Making of the Lesbian Horse.  1979.
- The Book on the Edge of Forever. 1993.
- "Christopher Priest's Top 10 Slipstream Books". 2003. An essay for London's The Guardian, despre 10 romane slipstream de J. G. Ballard, Angela Carter, Borges, Steve Erickson sau Steven Millhauser.[27]
- The Magic – The Story of a Film. 2008.
- "La Jetée". Eseu în Cinema Futura: Essays on Favourite Science Fiction Movies, edior Mark Morris. PS Publishing, 2010. ISBN: 978-1-84863-095-6.[28]

## Traduceri
- Christopher Priest - Lumea inversă, Ed. Nemira, 2007, ISBN: 978-973-143-037-9
- Christopher Priest - Magicienii , Ed. Nemira, 2006 (World Fantasy Award in 1996), ISBN: 973-569-923-0/978-973-569-923-9